# Blue Karma Tiger
Blue Karma Tiger är en svensk animerad dokumentärfilm från 2006 av Mia Hulterstam och Cecilia Actis. Filmen handlar om de tre graffitimålarna Blue (Carolina Falkholt), Karma och Tiger.
Filmen använder sig av stop motion-teknik och har uppmärksammats internationellt.